# ジャン・ナヴァル

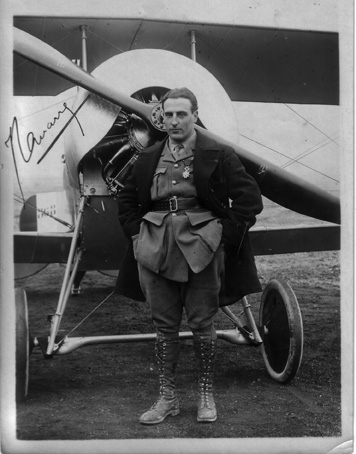
ジャン・ナヴァル

ジャン・ナヴァル（Jean Marie Dominique Navarre、1895年8月8日 - 1919年7月10日）は、フランスのパイロット。第一次世界大戦で飛行機にライフルを持ち込んで、最初に敵のパイロットを撃ち殺したパイロットでもある。後に12機を撃墜して撃墜王となった。
Jouy-en-Morinに生まれた。幼い頃から飛行機に興味を持ち、第一次世界大戦が始まると19歳で航空部隊に志願した。MS12飛行隊に配属されモラーヌ・ソルニエ Lで偵察飛行に従事した。大戦当初のパイロットの任務は偵察で、航空機は武装しておらず空中で敵機に遭遇しても手を振り合って挨拶を送るのが通常であった。敵を殺すのが戦争であるという信念を持っていたナヴァルは1915年4月1日、ライフルでドイツのパイロットを撃ち、撃墜した。これが空の戦いの始まりとなった。ナヴァルは新たに搭乗したニューポール 11を赤く塗り、様々な方法で武装することに努力し、ロケットの搭載も試みた。その後ニューポール 17に搭乗し、撃墜数は12機に達し、荒っぽいパイロットとして知られたシャルル・ナンジェッセと親友となった。
1916年6月17日に撃墜され、頭部に重傷を負った。ナヴァルは奇跡的に生き残ったが、完全に回復することはなく実戦部隊からはずされた。
1919年、第一次世界大戦の戦勝を祝う日に凱旋門の周りを飛行中に事故を起こし、23歳で死去した。